# TMEM35A
TMEM35A (англ. Transmembrane protein 35A) – білок, який кодується однойменним геном, розташованим у людей на довгому плечі X-хромосоми. Довжина поліпептидного ланцюга білка становить 167 амінокислот, а молекулярна маса — 18 440.
| 10         |  | 20         |  | 30         |  | 40         |  | 50         |
| ---------- |  | ---------- |  | ---------- |  | ---------- |  | ---------- |
| MASPRTVTIV |  | ALSVALGLFF |  | VFMGTIKLTP |  | RLSKDAYSEM |  | KRAYKSYVRA |
| LPLLKKMGIN |  | SILLRKSIGA |  | LEVACGIVMT |  | LVPGRPKDVA |  | NFFLLLLVLA |
| VLFFHQLVGD |  | PLKRYAHALV |  | FGILLTCRLL |  | IARKPEDRSS |  | EKKPLPGNAE |
| EQPSLYEKAP |  | QGKVKVS    |  |            |  |            |  |            |

A: Аланін

C: Цистеїн

D: Аспарагінова кислота

E: Глутамінова кислота

F: Фенілаланін

G: Гліцин

H: Гістидин

I: Ізолейцин

K: Лізин

L: Лейцин

M: Метіонін

N: Аспарагін

P: Пролін

Q: Глутамін

R: Аргінін

S: Серин

T: Треонін

V: Валін

Локалізований у мембрані, цитоплазматичних везикулах, пероксисомах.